# Horacio Pietragalla Corti
Horacio César Pietragalla Corti (n. 11 de marzo de 1976) es un político argentino. Fue apropiado y luego restituido por las Abuelas de Plaza de Mayo, convirtiéndose en 2003 el nieto número 75 que el organismo de derechos humanos restituyó a su familia biológica.
Es hijo de Horacio «Chacho» Pietragalla, quien fue asesinado en Córdoba por la Triple A, y Liliana Corti, muerta el 4 de agosto de 1976 en la localidad de Villa Adelina, por grupos de tareas de la dictadura militar. 
En 2011 fue elegido diputado de la Nación Argentina por el Frente para la Victoria, presentándose a sí mismo como el «diputado de las Abuelas de Plaza de Mayo». Horacio es parte de la asociación Abuelas de Plaza de Mayo desde que recuperó su identidad en el año 2003. Volvió a ocupar el mismo cargo el 10 de diciembre de 2017.
A principios de diciembre de 2015, fue nombrado por Cristina Fernández de Kirchner como presidente del Archivo Nacional de la Memoria, a través del decreto 2664/2015, publicado en el Boletín Oficial de la República Argentina, por un período de cuatro años. A mediados de febrero de 2016 Mauricio Macri desplazó a Pietragalla Corti del cargo y nombró a Gustavo Peters Castro al frente del mismo. Luego fue nombrado por Alicia Kirchner como secretario de Derechos Humanos de la provincia de Santa Cruz.

## Historia
De la casa de Villa Adelina donde asesinaron a su madre, al bebé de 5 meses lo llevaron a una clínica para colocar, luego, a los hijos de cautivos o asesinados, donde fue apropiado por el represor teniente coronel Hernán Tefzlaff. 
Cuando el matrimonio al que pensaban entregar ese niño no lo aceptó, la empleada doméstica que estaba en la casa de Tefzlaff pidió el bebé y se lo entregaron. A esta señora que primero sería llamada "madre del corazón" luego fue reconocida por Pietragalla como "apropiadora".
En el año 2002 teniendo dudas sobre su identidad se acercó a la CONADI sin saber que su caso se encontraba en el Juzgado Federal en lo Criminal y Correccional N° 1 a cargo de Roberto Marquevich. El juzgado ordenó la realización de los análisis y el 4 de abril de 2003 el resultado confirmó que se trataba de Horacio, hijo de Liliana y Chacho.
En 2003, el mismo año en que recuperó su identidad, Pietragalla Corti recibió los restos de su padre enterrado en una fosa común en el Cementerio de San Vicente e identificado por el Equipo Argentino de Antropología Forense. Los restos de Liliana fueron exhumados el 9 de enero de 1984 e identificados por el mismo Equipo en 2004.
Su testimonio apunta a concienciar sobre la necesidad de respetar los derechos humanos y en particular el derecho a la identidad.

Es necesario concientizar. Yo me crie en Lugano, un barrio donde el 80 por ciento de la gente quería que volviesen los militares. Hay que mostrar la realidad y el dolor, y contar lo que pasó. Pero además, hago terapia con esto. Nosotros tenemos que hablar, por los nuestros, por los que ya no tienen voz.(...) Alguien filmó a mi vieja en un casamiento de una tía mía. Un día me dieron el video, llegaba de trabajar y puse el video... y me atraganté. La vi a mi vieja bailando, fue impresionante. Lo más impresionante es encontrar las cosas de uno en alguien, lo que buscaba estos años: a quién me parezco.
Horacio Pietragalla Corti

En 2008 el director Peter Sanders presentó su film documental "The Disappeared" (Los desaparecidos) basado en la vida de Horacio.
Pietragalla Corti fue nombrado al frente del Archivo Nacional de la Memoria de la Secretaría de Derechos Humanos de la Nación. Sucedió en el cargo a Ramón Torres Molina desde el 6 de diciembre de 2015 y tuvo rango y jerarquía de subsecretario.

## Sus padres desaparecidos
Liliana nació el 9 de mayo de 1950 en la ciudad de Buenos Aires. Horacio el 3 de agosto de 1948 en la misma ciudad. El joven militó en la JUP, en la JP y en el Frente Sindical de la Organización 17 de Octubre. Liliana en la columna oeste y luego en La Boca. La llamaban "Tana" o "Alicia" y a él "Chacho". En 1973 nació Pablo Ernesto, primer hijo de la pareja, quien a los dos años falleció. En ese mismo año Horacio fue dirigente del  "Operativo Dorrego" en el que la JP y el Ejército trabajaron conjuntamente en tareas comunitarias durante el gobierno de Héctor José Cámpora, su padre fue luego fue uno de los acompañantes en el vuelo chárter que trajo de vuelta a Perón desde el exilio., Horacio padre fue secuestrado por un grupo comando del ejército en una calle del centro de la ciudad de Córdoba y fue trasladado al D2. De allí fue trasladado a la Quinta de Menéndez. Allí permaneció secuestrado hasta que fue asesinado, el 11 de noviembre del mismo año. El 11 de marzo de 1976 nació Horacio, segundo hijo de la pareja. Liliana fue asesinada el 4 de agosto de 1976 en un operativo realizado en la casa donde vivía en Villa Adelina. Horacito, de cinco meses, fue llevado por personal policial a la Clínica Mayo y a la Brigada Femenina de San Martín. Pudo saberse después que el niño fue entregado por el teniente coronel Hernán Tefzlaff, a su vez apropiador de la hoy nieta restituida Victoria Montenegro, a una mujer que trabajaba como empleada doméstica en su casa. Victoria y "Horacito" se criaron juntos en el mismo edificio del barrio de Lugano I y II, en la Capital Federal.
En 2003 el presidente Kirchner, al recibir a Horacio en la Casa Rosada, declaró haber conocido y respetado a "Chacho" Pietragalla.